# نوینزالتس
نوینزالتس (به آلمانی: Neuensalz) یک شهر در آلمان است که در فوگتلاندکرایس واقع شده‌است. نوینزالتس ۲٬۳۸۳ نفر جمعیت دارد.